# Manuel Polo y Peyrolón
Manuel Polo y Peyrolón (Cañete, 11 de junio de 1846-Valencia, 28 de marzo de 1918) fue un escritor y parlamentario español, católico y carlista.

## Biografía
Era hijo de Domingo Polo, abogado natural de Aras de Alpuente y de María Peyrolón, de Gea de Albarracín. Su padre, tras haber ganado la oposición a registrador de la propiedad de Belchite, sacrificó su puesto para luchar por sus ideales, combatiendo en la primera guerra carlista como secretario del general Arévalo. Después de viudo, Domingo Polo se ordenaría sacerdote. Debido a la vinculación de su familia con el carlismo, uno de sus hermanos, Florentino Polo Peyrolón, lucharía también en la tercera guerra carlista como ayudante del general Marco, emigrando después a Francia.
Manuel Polo se crio, educó y pasó gran parte de su vida en la Sierra de Albarracín. Cursó la segunda enseñanza en las Escuelas Pías de Valencia y Albarracín desde 1857 hasta 1863, y las Facultades de Derecho y Filosofía y Letras hasta 1869 en las Universidades de Valencia y de Madrid. En el curso de 1868 a 1869 enseña Metafísica en la Universidad de Valencia. En 1870 accede a la cátedra de Psicología, Lógica y Ética del Instituto de Teruel, que ocupa hasta 1879. 
Durante su estancia en Teruel estuvo vinculado a la Sociedad Económica Turolense de Amigos del País. En 1877 compartió la secretaría de la Junta Directiva junto a D. Antonio Palacios. Tras la renovación de la junta, una vez aprobado el reglamento de la Sociedad, fue nombrado secretario general-contador, cargo en el que permaneció hasta el 16 de octubre de 1879, cuando solicitó la dimisión por haber sido trasladado al Instituto de Valencia.
Su estancia en Aragón impregnará los contenidos de sus obras costumbristas, repletas de referencias aragonesas como Realidad poética de mis montañas. Costumbres de la sierra de Albarracín (1873), Alma y vida serrana, costumbres populares de la sierra de Albarracín (1910) o su novela más destacada, Los mayos: novela original de costumbres populares de la Sierra de Albarracín (1878).
En 1879 se traslada a la cátedra del Instituto de Valencia, y comienza la redacción de su extensa obra de carácter filosófico y moral. Muchas de ellas llegan a ser libros de texto en institutos de segunda enseñanza, como sus Elementos de Psicología (1879), Elementos de Lógica (1880) y Elementos de Ética (1880). Sus profundas creencias católicas y convicciones tradicionalistas le aproximan al carlismo y convierten en un activo propagandística católico con una obra extremadamente prolífica: Parentesco entre el hombre y el mono (1878), Elogio de Santo Tomás de Aquino (1880), El cristianismo y la civilización (1881), Intervención de la masonería en los desastres de España (1899), Credo y programa del partido Carlista (1905), entre otros muchos. 
En Intervención de la masonería en los desastres de España (1899) escribió lo siguiente:

La Masonería es un monstruo que conspira en las cavernas de Adonirán para cometer toda clase de felonías y crímenes; es el Deus ex machina de todos los asesinatos, envenenamientos, regicidios, persecuciones contra el Altar, el Trono y la Patria, guerras, crisis políticas, calumnias, venganzas, sacrilegios, misterios de iniquidad, culto luciferano y paládico, y, en suma de cuanto más horriblemente misterioso, diabólico, criminal y nefando ha ocurrido y ocurre en el mundo.

León XIII le condecoró con la cruz Pro Ecclesia et Pontifice. Amigo y corresponsal de los escritores conservadores más destacados de su época, es especialmente conocida su correspondencia con Marcelino Menéndez Pelayo.
Polo y Peyrolón fue elegido diputado a Cortes por Valencia en 1896 por el partido carlista, del que se convierte en uno de los principales portavoces en el Congreso. Sus intervenciones parlamentarias destacan por sus críticas al liberalismo y la masonería, así como por su reclamación de que el gobierno permita el uso de las lenguas regionales en las escuelas. La crónica parlamentaria indicaba: 

Empieza la sesión. Madrid, 14, a las 3 tarde. En el Congreso el señor Polo y Peyrolón dice que en las provincias donde se habla catalán, valenciano, vascuence, etc.; los maestros deben saber el idioma del país, pues el que no tiene amor a la patria chica, tampoco puede tenerlo a la grande.

En 1907, Polo y Peyrolón fue designado senador, cargo que desempeñó hasta su fallecimiento.

## Libros
- Realidad poética de mis montañas. Costumbres de la sierra de Albarracín (1873)
- Alma y vida serrana, costumbres populares de la sierra de Albarracín (1910)
- Los mayos: novela original de costumbres populares de la Sierra de Albarracín (1878)
- Elementos de Psicología (1879)
- Elementos de Lógica (1880)
- Elementos de Ética (1880)
- Parentesco entre el hombre y el mono (1878)
- Elogio de Santo Tomás de Aquino (1880)
- El cristianismo y la civilización (1881)
- Intervención de la masonería en los desastres de España (1899)
- Credo y programa del partido Carlista (1905)
- Curso de Psicología elemental (1879)
- Pepinillos en Vinagre (1891)
- El liberalismo por dentro. Diálogos (1895)
- Manojico de cuentos (1895)
- El liberalismo católico sin comentarios (1906)
- Siempre en la brecha carlista (1907)
- Anarquía fiera y mansa (1908)
- La escuela primaria y el catecismo (1913)
- Hojas de mi cartera de Viajero (1892)